# Al-Mansúr
Al-Mansúr, celým jménem Abú Dža'far Abdalláh ibn Mohamed al-Mansúr, (asi 714, Humajma, Jordánsko – 7. října 778, poblíž Mekky) byl druhý chalífa z rodu Abbásovců, zakladatel Bagdádu a de facto i abbásovského chalífátu.

## Život

### Mládí
Abú Dža'far Abdalláh ibn Mohamed al-Mansúr se narodil asi v roce 714 v Humajmě v dnešním Jordánsku jako syn Muhammada ibn Alí ibn Abdalláha. Pocházel z rodu Abbásovců, kteří svůj původ odvozovali od al-Abbáse, strýce proroka Mohameda.
Islámskému světu v době jeho narození panovala mocná dynastie Umajjovců, jež však v druhé čtvrtině 8. století začala upadat, což mělo za následek postupný rozklad říše. Al-Mansúrův otec zemřel v roce 744, kdy se novým umajjovským chalífou stal Marván II.
Roku 747 vyslal imám Ibrahim, al-Mansúrův bratr, generála Abú Muslima do Chorásánu, aby zde rozpoutal povstání proti Umajjovcům. Abú Muslim slavil úspěchy – v Chorásánu sebral početné povstalecké vojsko, které pak triumfálně protáhlo Íránem a vpadlo do Iráku. Umajjovci však současně zajali Ibrahima, který pak zemřel v zajetí. Al-Mansúr se zbytkem rodiny v roce 749 uprchl z Jordánska do Kúfy v Iráku, kterou mezitím dobyla povstalecká vojska. Zde Abbásovci zvolili za nového chalífu dalšího al-Mansúrova bratra, al-Saffáha. Ten roku 750 porazil Marvána II. v rozhodující bitvě u Velkého Zábu a opanoval Damašek, čímž se chopil vlády nad celým umajjovským chalífátem a založil takzvaný abbásovský chalífát.
Abú Muslima al-Saffáh odměnil tím, že ho jmenoval místodržícím v Chorásánu. Všechny Umajjovce Abbásovci postupně vyvraždili, pouze s výjimkou Abd ar-Rahmána I., který uprchl do dnešního Španělska, kde v roce 756 založil Córdobský emirát. Al-Saffáhova čtyřletá vláda probíhala ve znamení marné snahy o konsolidaci celé islámské říše, s níž prvnímu abbásovskému chalífovi al-Mansúr intenzivně pomáhal. V roce 754 al-Saffáh zemřel a al-Mansúr se chopil vlády.

### Chalífa

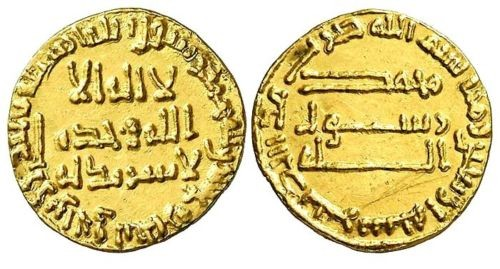
Zlaté dináry al-Mansúra

Ihned po nástupu na trůn se proti al-Mansúrovi postavil jeho ambiciózní strýc Abdalláh ibn Alí, jehož vzpouru nový chalífa potlačil díky pomoci Abú Muslima. Chorásánského místodržícího ale vzápětí nechal zrádně usmrtit, čímž odstranil dalšího potenciálního soupeře o titul chalífy. V reakci na Abú Muslimovu vraždu propuklo v Íránu několik povstání. Ještě v roce 755 se do čela Abú Muslimových přívrženců lačnících po pomstě postavil šlechtic Sunpadh, avšak al-Mansúr tuto chorásánskou revoltu krutě potlačil. Neuspělo ani povstání z roku 762, jehož vůdce se prohlašoval za proroka. V roce 757 al-Mansúr zasáhl rovněž proti ší'itské sektě Ravandianů z Chorásánu, která ho považovala za Boha.
Roku 762 Abú Dža'far al-Mansúr zahájil stavbu nového hlavního města Bagdádu, kam přenesl své sídlo z Damašku. Tímto krokem chalífa značně upevnil abbásovskou moc. Zároveň tak reagoval na nepokoje v Basře a Kúfu. Založení Bagdádu souviselo také s vybudováním nového byrokratického aparátu říše. Al-Mansúrova politika posílila teokratickou povahu chalífské moci. Abbásovci totiž na rozdíl od Umajjovců, kteří vystupovali spíše jako pouhá arabská knížata, zdůrazňovali zejména svou vazbu k Bohu a proroku Mohamedovi. Abú Dža'far v neposlední řadě zavedl tradici, že nový chalífa vždy přijme jméno vyjadřující milost boží. On osobně přijal právě jméno al-Mansúr („obdařený vítězstvím“). Pro své vojenské a budovatelské činy je al-Mansúr považován za faktického zakladatele abbásovského chalífátu.
Soudobé prameny al-Mansúra popisují jako vysokého štíhlého muže s hnědou pletí a řídkým plnovousem. Před smrtí al-Mansúr zajistil nástupnictví svého syna al-Mahdího. Zemřel v roce 775 na cestě do Mekky a byl pohřben poblíž svatého města.